# Équipe de France féminine de roller in line hockey
Pour les articles homonymes, voir Équipe de France.
Cet article traite de l'équipe féminine. Pour l'équipe masculine, voir Équipe de France de roller in line hockey.
L'équipe de France de roller in line hockey est la sélection des meilleures joueuses françaises de roller in line hockey. Actuellement[Quand ?] la France se situe au 1e rang mondial au niveau féminin. L'équipe féminine fut créé au début de la saison 2002-2003 sous l'impulsion du Comité National de Roller In Line Hockey.
L'équipe finit 1ère des Championnats du monde en 2021 et 2nde des World Skate Games en 2022.

## Effectif World Skate Games 2022[2],[3]
| Joueuse              | n  | Club                       | Poste       |
| -------------------- | -- | -------------------------- | ----------- |
| Marion Rebuffet      | 27 | Yeti's de Grenoble         | Gardienne   |
| Laurine Cruaud       | 96 | Roller Bug de Saint Médard | Gardienne   |
| Lena Rault           | 21 | Roller Bug de Saint Médard | Défenseur   |
| Pauline Bernard      | 15 | Hawks d'Angers             | Défenseur   |
| Fanny Benoit         | 25 | Rennes                     | Défenseur   |
| Camille Gandit       | 26 | Roller Skating Hockey Caen | Défenseur   |
| Coleen Martinez      | 10 | Mantas de Montpellier      | Attanquante |
| Aurore Gauthier      | 12 | USRO                       | Attaquante  |
| Marina Corbeil       | 77 | USRO                       |             |
| Elise Boyard         | 66 | USRO                       |             |
| Chloé Joly-Vuillemin | 29 | Yéti's de Grenoble         | Attaquante  |
| Laurine Marie        | 4  | Caen                       | Attaquante  |
| Claudia Mollicchi    | 14 | Roller Riviera             | Attaquante  |
| Zélie Despicht       | 7  | Yeti's de Grenoble         | Attaquante  |
| Océane Carat         | 2  | Evretz                     | Attaquante  |

## Effectif 2021[4]
- Staff de l'équipe de France
  - Jean Baptiste Dell'Olio
  - Bernard Seguy
  - Louisianne Corbin

| Joueuse              | n° | Club                       | Poste      |
| -------------------- | -- | -------------------------- | ---------- |
| Marion Mousseaux     | 1  | Yéti's de Grenoble         | Gardienne  |
| Laurine Cruaud       |    | Roller Bug de Saint-Médard | Gardienne  |
| Léna Rault           |    | Roller bug de Saint-Médard | Défenseur  |
| Pauline Bernard      |    | Hawks d'Angers             | Défenseur  |
| Charline Foray       |    | Les Phenix de Ris-Orangis  | Défenseur  |
| Charlotte Chantre    |    | Les Grands lynx de Voiron  | Défenseur  |
| Fanny Benoît         |    | Roller bug de Saint-Médard | Défenseur  |
| Camille Gandit       |    | Caen                       | Défenseur  |
| Aurore Gauthier      |    | Les Phenix de Ris-Orangis  | Attaquante |
| Claudia Mollicchi    |    | Nice                       | Attaquante |
| Laurine Marie        |    | Caen                       | Attaquante |
| Coleen Martinez      |    | Mantas de Montpellier      | Attaquante |
| Chloé Joly-Vuillemin |    | Yéti's de Grenoble         | Attaquante |
| Océane Carat         |    | Les remparts de Tours      | Attaquante |

## Joueuses
| - Jennifer Auger - Caroline Baldin - Fanny Benoît - Marie Binet - Esther Blanc - Marion Dalzotto - Marie-Claire Dopff - Marine Delhon Bugard - Marina Drici - Marina Fagoaga |  | - Aurore Gauthier - Monique Hémar - Sophie Jupillat - Gaëlle Kerguiduff - Elodie Larche - Laetitia Philippon - Marion Medves - Sandrine Rangeon - Marie Ravix - Marie-Laure Saint-Pau |  | - Manon Violette |

## Palmarès auxchampionnats du monde
- 2022 - 2e place,  médaille d'argent[5]
- 2021 - 1e place,  médaille d'or[6]
- 2017 - 7e place
- 2016 - 3e place,  médaille de bronze
- 2015 - pas de d'équipe au mondial
- 2014 - 5e place
- 2011 - 3e place,  médaille de bronze
- 2010 - 4e place
- 2009 - 4e place
- 2008 - 4e place
- 2007 - 3e place,  médaille de bronze
- 2006 - 3e place,  médaille de bronze
- 2005 - 3e place,  médaille de bronze
- 2004 - 4e place
- 2003 - 5e place